# Tony Marchant
Anthony John Marchant, detto Tony (28 agosto 1937), è un ex pistard australiano. È ricordato principalmente per aver vinto insieme a Ian Browne una medaglia d'oro ai Giochi Olimpici di Melbourne del 1956 nella prova del tandem.

## Palmarès

### Olimpiadi
- 1 medaglia:
  - 1 oro (Melbourne 1956 nel tandem)